# هنر هنکل
هنر هنکل (آلمانی: Henner Henkel؛ ۹ اکتبر ۱۹۱۵ – ۱۳ ژانویهٔ ۱۹۴۳) یک تنیس‌باز اهل آلمان بود.